# 帽子屋

「きらきらコウモリ」を歌う帽子屋（ジョン・テニエル画）

帽子屋（ぼうしや、英: The Hatter）は、ルイス・キャロルの児童小説『不思議の国のアリス』の登場人物。
三月ウサギ、眠りネズミとともに「狂ったお茶会」の場面に初登場する。奇妙な言動でアリスを困惑させる。チェシャ猫から、三月ウサギとともに「気が狂っている」と評される帽子屋は、「帽子屋のように気が狂っている（as mad as a hatter）」という、当時よく知られていた英語の言い回しをもとに創作されたキャラクターである。なお、帽子屋は、しばしば「狂った帽子屋」＝「マッド・ハッター」 (The Mad Hatter) とも呼ばれるが、キャロルの文中ではこの名称で呼ばれることはない。

## 作中での描写

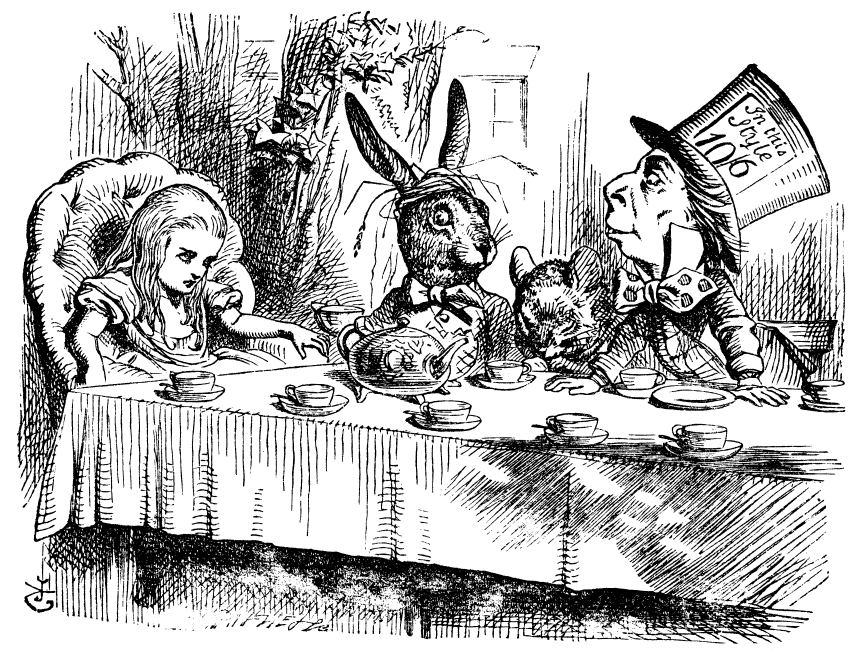
「狂ったお茶会」

第6章「豚とコショウ」の終わりでチェシャ猫から言及されたのち、第7章「狂ったお茶会」で初登場する。この場面では、帽子屋は、三月ウサギの家の前で、三月ウサギ、眠りネズミとともに、終わることのない「狂ったお茶会」を開いている。帽子屋がアリスにした説明によれば、帽子屋は音楽会で歌った「きらきらコウモリ」（きらきら星のパロディになっている）がハートの女王の不興を買って、「時間殺し」という批難を受けた。以来、それまでは自分の言うことを聞いていた時間が、お茶の時間である6時のまま止まってしまったのだという。そのため帽子屋の持っている腕時計は、今日が何日かを示すことはできても、何時かを示すことはできない。このお茶会の場面では、帽子屋は前述の「きらきらコウモリ」を途中まで歌ってみせるほか、「カラスと書き物机が似ているのはなぜだ」という、答えの存在しないなぞなぞをアリスに問いかけたりし、その無作法な物言いによってアリスに腹を立てさせる。
第11章「タルトを盗んだのは誰？」では、ハートの女王のタルトを盗んだ罪に問われているハートのジャックの裁判において、証人として呼び出されるが、「自分はしがない帽子屋にすぎない」というような要領を得ない受け答えをして、裁判官役のハートの王をいらだたせることになる。
ジョン・テニエルによる挿絵では、小柄な体に水玉模様の蝶ネクタイをつけ、頭に異様に大きなシルクハットをつけた姿で描かれている。シルクハットには、「この型10シリング6ペンス」(In this Style 10/6) と書かれた札がついており、帽子が売り物であることを示している。なお、この値段は後世の挿絵画家によってさまざまに変えられている。

## 成句
帽子屋は、三月ウサギと同様、「帽子屋のように気が狂っている」 (mad as a hatter) という、当時よく知られていた英語の慣用句を元にキャロルが創作したキャラクターである。この表現はより古い言い回しの「mad as an adder」からの転訛とも考えられるが、それとともに当時の現実の帽子屋は、帽子のフェルトの製造過程で使われる水銀（フェルト地を硬くするために当時使われていた）のために、しばしば本当に気が狂ったということもある。水銀中毒の初期症状である手足の震えは、当時「帽子屋の震え」と呼ばれており、やがて舌がもつれ、さらに症状が進むと幻覚や精神錯乱の症状が起こった。現在、アメリカのほとんどの州やヨーロッパの国々には、水銀の使用を禁じる法律がある。

## モデル

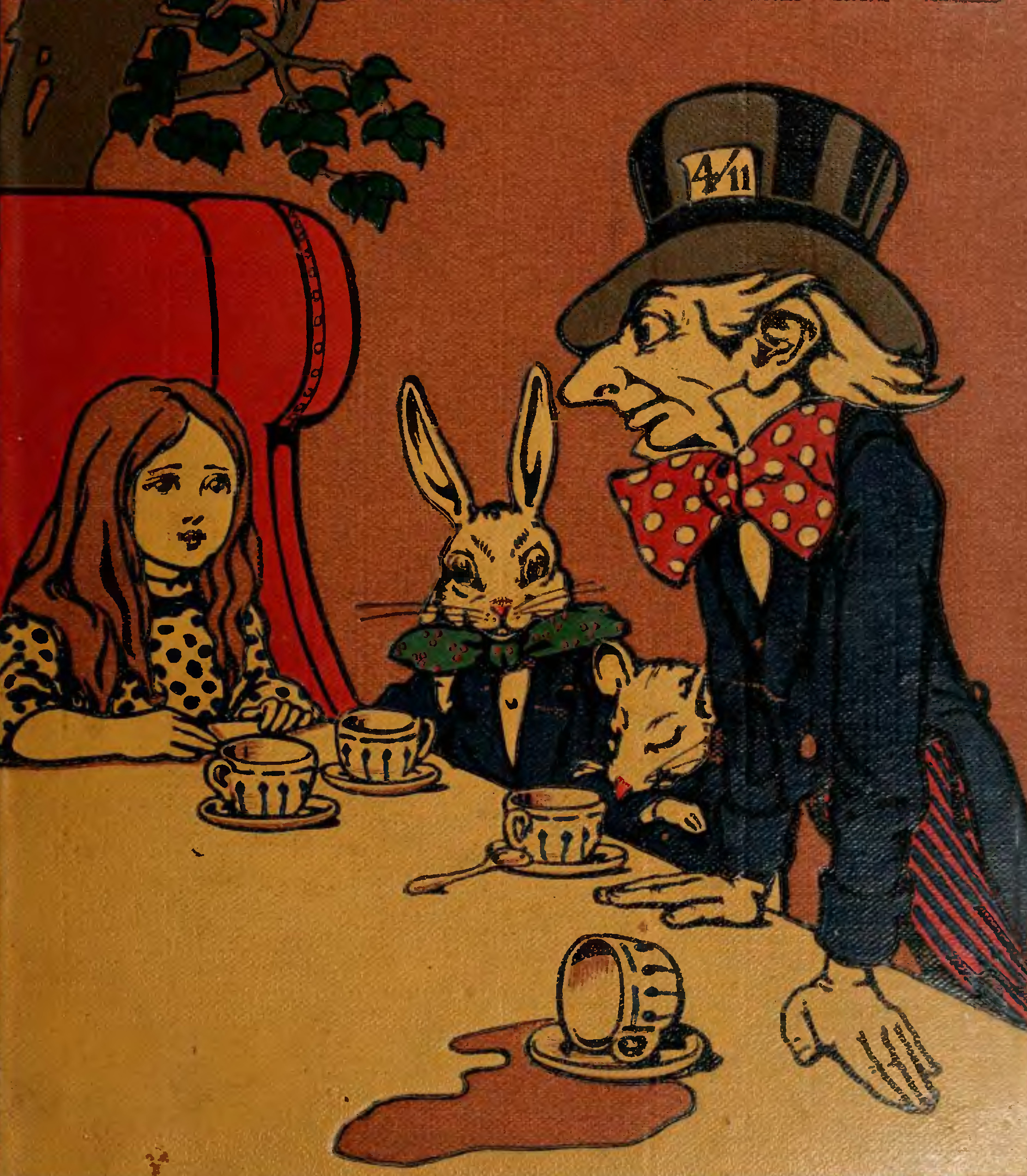
1907

帽子屋のキャラクターは、オックスフォード大学クライスト・チャーチの用務員で奇人として知られていたセオフィラス・カーターがモデルになっているといわれている。彼は、どんな天候のときにもシルクハットを被っていたことで、「狂った帽子屋」として知られていた。彼は、発明家でもあり、起床時間になると跳ね上がって眠っている人を放り出すベッドというような珍妙な発明をした。なお、この発明品は、1851年のロンドン万国博覧会でも展示されている。カーターがモデルであるという説は、1930年代の『タイムズ』紙に掲載されたH・W・グリーンの投書によって知られるようになった（これ以前は、特に根拠もなくウィリアム・グラッドストンの戯画だと考えられていた）。この投書によれば、キャロルはわざわざテニエルをオックスフォードまで呼び寄せて、挿絵のモデルとするために彼の姿を見せたという。しかし、マイケル・ハンチャーは『アリスとテニエル』（1990年）において、キャロルの手紙・日記その他の資料からも、そのような事実を裏付ける情報は見当たらず、「伝説」として退けている（テニエルはもともとモデルを使わない画家でもあった）。
『ジャバウォッキー』誌の1973年冬号に「狂った帽子屋は誰か」を寄稿したエリス・ヒルマンは、他の帽子屋のモデルの候補として、「気狂いサム」として知られていたマンチェスターの人物サミュエル・オグデンを挙げている。彼は、1814年にロシア皇帝がロンドンを歴訪した際に、皇帝の特注の帽子を作ったという。また、ヒルマンは、「Mad Hatter」がなまって「Mad Adder」に聞こえれば「狂った計算機/計算屋」になり、キャロル自身を含めた数学者全般とも解することができる。あるいは、計算機械の研究に熱中しすぎておかしくなっていると言われていたケンブリッジ大学の数学教授チャールズ・バベッジも思わせると書いている。

## 帽子屋のなぞなぞ
「狂ったお茶会」の初めのほうで、帽子屋はアリスに「カラスと書き物机が似ているのはなぜか」(“Why is a raven like a writing desk?”) というなぞなぞを投げかける。アリスは、しばらく考えても答えがわからなかったので降参する。しかし、帽子屋や三月ウサギは、自分たちにもわからないと答え、結局答えのない問いかけであったということがわかる。この答えのないなぞなぞは、ヴィクトリア朝の家庭の中でその答えをめぐってしばしば話題になった。1896年の『不思議の国のアリス』の版のキャロルによる序文には、後から思いついた答えとして、以下の回答が付け加えられた。
“Because it can produce a few notes, though they are very flat; and it is nevar put with the wrong end in front!”
（訳）なぜならどちらも非常に単調/平板 (flat) ながらに鳴き声/書き付け (notes) を生み出す。それに決して (nevar) 前後を取り違えたりしない！
ここで「決して」の正しい綴りは “never” であるが “nevar” とするとちょうど “raven”（カラス）と逆の綴りになる。しかし、このキャロルのウィットは当時編集者に理解されず、“never” の綴りに直されて印刷されてしまった（キャロルはこれを訂正する機会のないまま間もなく亡くなっている。このキャロルの本来の綴りは、1976年になってデニス・クラッチによって発見された。）。
キャロルが答えを付けた後も、このなぞなぞに対して、さまざまな人物が答えを考案している。たとえば、アメリカのパズル専門家サム・ロイドは、「なぜなら、どちらもそれに就いて/着いてポーが書いたから」(“Because Poe wrote on both” エドガー・アラン・ポーが「大鴉」を書いていることにちなむ)、「なぜなら、どちらにもスティール (steel/steal) が入っているから」（机の脚にスチール (steel) が入っていることと、カラス (raven) という単語に奪う・盗む (steal) の意味が含まれることとをかけている）など複数の答えを提示している。
オルダス・ハクスリーは、このなぞなぞに対し、“Because there is a B in both and an N in neither.” という答えを提示している。この文は「どちらも B を含み（実際には含んでいない）、どちらにも N が含まれない（実際には含まれている）」という意味にも「both（どちらも）という単語には b が入っており、neither（どちらにもない）という単語には n が入っている」という意味にも読める。また、ハックスリーは、「人間の形而上学的な問いというものはいずれもこの帽子屋のなぞなぞのようにナンセンスなもので、実際にはどれも現実についてではなく、言語についての問いにすぎない」と記している。

## 続編（ハッタ）

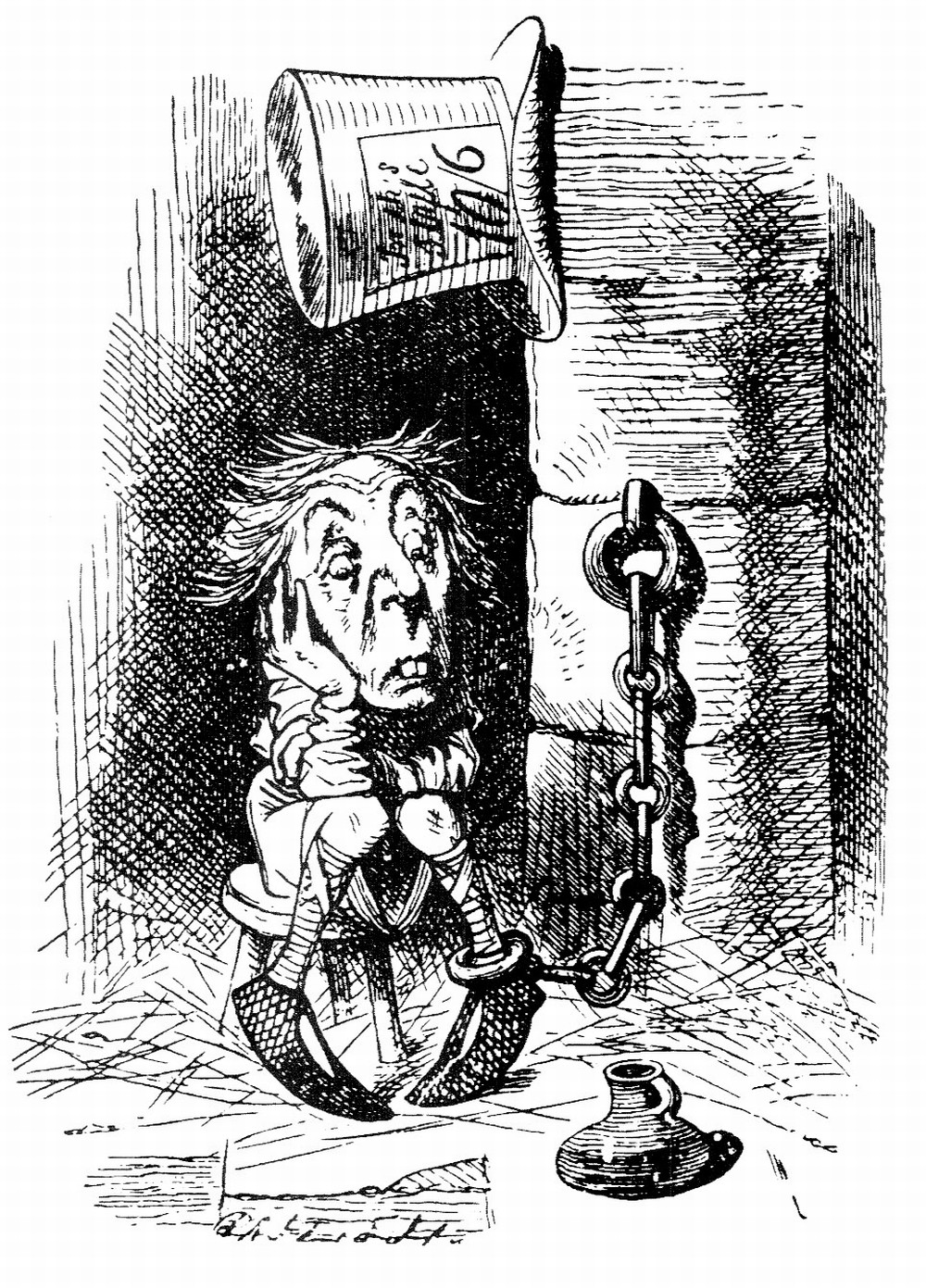
『鏡の国のアリス』より、牢に繋がれた帽子屋（ハッタ）

帽子屋は、『不思議の国のアリス』の続編『鏡の国のアリス』（1871年）にも、ハッタ (Hatta) と名を変えて姿を現す。ハッタは三月ウサギの再登場であるヘイヤとともに「白の王」の使者であり、第7章「ライオンとユニコーン」の場面では、町中で王冠をかけて争っているライオンとユニコーンの様子をパンを食べつつ見守りながら、王たちの到着を待っている。この二人の使者は、どちらも「アングロサクソン風姿勢」と呼ばれるくねくねとした奇妙な姿勢をとったキャラクターとして描かれる。また、ハッタは、ヘイヤから「牢から出てきたばかり」と説明されている。これに先駆けた第4章では、挿絵のなかに牢につながれたハッタの姿が描かれている。しかし、アリスは、どういうわけか彼らをかつての帽子屋および三月ウサギと気付くことはない。

## 映画・テレビドラマ
アリスを原作とする映画では、帽子屋は、エドワード・エヴァレット・ホートン、ロバート・ヘルプマン、マーティン・ショートなどによって演じられている。ディズニーのアニメ映画『ふしぎの国のアリス』では、エド・ウィンが声を当てた。ディズニーのアニメ版では、帽子屋たちはお茶会で「お誕生日じゃない日」（なんでもない日）を祝っているが、この言い回しは原作では『鏡の国のアリス』のハンプティ・ダンプティによって言及されるものである。
ティム・バートン監督の2010年の翻案映画『アリス・イン・ワンダーランド』では、ジョニー・デップが帽子屋を演じている。この映画では、帽子屋の本名は「タラント・ハイトップ」(Tarrant Hightopp) といい、「赤の女王」によって滅ぼされた帽子職人の末裔という設定で、レジスタンスの一員としてアリスの手助けをする。
おとぎ話のキャラクターたちが登場するテレビドラマ『ワンス・アポン・ア・タイム』では、セバスチャン・スタンが演じている。

## 影響
- アメリカの推理作家エラリー・クイーンの代表作のひとつ『Yの悲劇』では、主舞台のハッター家が「マッド・ハッター一族」になぞらえられる。
- 同じくクイーンの推理短編「キ印ぞろいのお茶の会の冒険」[12]では、オーエン家のパーティーで『不思議の国のアリス』の一場面として「キ印のお茶会」が演じられ、帽子屋を演じた主人が行方不明になる。
- アメリカの推理作家ジョン・ディクスン・カーの『帽子収集狂事件』（原題 “The Mad Hatter Mystery”）では、連続帽子盗難事件の犯人が「マッド・ハッター」と呼ばれる。
- アメリカのヒーローコミックシリーズ『バットマン』では、主人公バットマンに敵対する人物として「マッドハッター」(en:Mad_Hatter_(comics))が登場する。彼は『不思議の国のアリス』にのめりこみ帽子屋の扮装をするようになった怪人で、大きなシルクハットを被り、背が低く歯の突き出た姿で描かれる。
- イギリスのレコード・レーベルであるカリスマ・レコードのレーベル・ロゴとして、テニエルが描いたマッド・ハッターのイラストが使用されている。
- チック・コリアや、ジェイソン・ボーナム率いるバンドのボ―ナムといったミュージシャンたちによって、マッド・ハッターに材をとったアルバムが発表されている。